# Bauernfrühstück – Der Film
Bauernfrühstück – Der Film ist eine deutsche Filmkomödie aus dem Jahr 2011. Der Low-Budget-Film startete am 2. Juni 2011 in den deutschen Kinos.

## Handlung
Klaus Engelhardt ist ein Träumer und Taugenichts. Als der Wagenwäscher sich mit dem Luxusauto seines Chefs verfährt, findet er sich plötzlich in einem seit dem Zweiten Weltkrieg in Vergessenheit geratenen Dorf wieder. Endlich glaubt er, den Ort gefunden zu haben, in dem er seine Träume verwirklichen kann. Doch stattdessen schlagen ihm Missgunst und Niedertracht entgegen. Lediglich die Zuneigung von Martha Pansegrau ist ihm sicher. Doch sie ist die Schwester des Dorfbürgermeisters und Richters Hartmut Pansegrau. Gerade er sieht die Gemeinschaft im Dorf durch Klaus bedroht und versucht, ihn aus dem Weg zu räumen. Aber Klaus schafft es, die Dorfbewohner davon zu überzeugen, dass er einer von ihnen sein will.
Der Film wurde unter anderem im Freilichtmuseum in Molfsee nahe der schleswig-holsteinischen Landeshauptstadt Kiel gedreht.

## Kritiken
Das Lexikon des internationalen Films bezeichnete den Film als „zum größten Teil in einem Freilichtmuseum gedrehte No-Budget-Komödie voller kurioser Einfälle, die sich als Hommage an norddeutsche Eigenheiten versteht“.
Für Prisma war es „[e]in durchgeknallter Low-Budget-Streifen von Deichking-Regisseur Michael Söth, den man nicht zu ernst nehmen sollte“, da bereits der Umstand, „dass ein Dorf Jahrzehnte unentdeckt von der Umwelt existiert, […] absolut hirnrissig“ sei. Wenn man dies jedoch ignoriere, sehe man „einen skurrilen Heimat-Spaß mit abgedrehten Typen-Zeichnungen, der allerdings nicht jedermanns Sache sein dürfte“.
Cinema nannte den Film eine „unfreiwillige (?) Parodie auf M. Night Shyamalans The Village“, die „den angenehmen Charme des durchgeknallten Laientheaters [versprüht]“. Das abschließende Urteil lautete: „Prollige Low-Budget-Posse mit kauzigen Typen und sinnfreien Dialogen.“